# لوبنگو، آنگولا
لوبنگو (به انگلیسی: Lubango (Sá da Bandeira)) شهری در استان هوییلا واقع در کشور آنگولا است که در سال ۲۰۰۹ میلادی ۲۵۰٬۹۲۱ نفر جمعیت داشته است.